# ATP Finals 2024 - Singolare
Il singolare del torneo di tennis professionistico ATP Finals 2024, nell'ambito dell'ATP Tour 2024, si è giocato all'Inalpi Arena di Torino, in Italia, dal 10 al 17 novembre 2024. Tra i partecipanti era assente Novak Đoković, il detentore del titolo, a causa di un infortunio.
In finale Jannik Sinner ha sconfitto Taylor Fritz con il punteggio di 6-4, 6-4.

## Teste di serie
1. Jannik Sinner (campione)
2. Alexander Zverev (semifinale)
3. Carlos Alcaraz (round robin)
4. Daniil Medvedev (round robin)

1. Taylor Fritz (finale)
2. Casper Ruud (semifinale)
3. Alex de Minaur (round robin)
4. Andrej Rublëv (round robin)

### Riserve
1. Grigor Dimitrov (non ha giocato)

1. Stefanos Tsitsipas (non ha giocato)

## Tabellone

### Legenda
| - Q = Qualificato - WC = Wild card - LL = Lucky loser | - ALT = Alternate - SE = Special Exempt - PR = Protected Ranking | - w/o = Walkover - r = Ritirato - d = Squalificato |

### Parte finale
|  | Semifinali | Semifinali       | Semifinali    | Semifinali | Semifinali |  |  | Finale | Finale        | Finale        | Finale | Finale |  |
|  |            |                  |               |            |            |  |  |        |               |               |        |        |  |
|  | 1          | Jannik Sinner    | Jannik Sinner | 6          | 6          |  |  |        |               |               |        |        |  |
|  | 6          | Casper Ruud      | Casper Ruud   | 1          | 2          |  |  | 1      | Jannik Sinner | Jannik Sinner | 6      | 6      |  |
|  | 5          | Taylor Fritz     | 6             | 3          | 7          |  |  | 5      | Taylor Fritz  | Taylor Fritz  | 4      | 4      |  |
|  | 2          | Alexander Zverev | 3             | 6          | 63         |  |  |        |               |               |        |        |  |

### Gruppo Ilie Năstase
|   |                 | Sinner   | Medvedev | Fritz         | de Minaur     | RR V-P | Set V-P      | Game V-P       | Classifica |
| 1 | Jannik Sinner   |          | 6-3, 6-4 | 6-4, 6-4      | 6-3, 6-4      | 3-0    | 6-0 (100%)   | 36-22 (62.07%) | 1          |
| 4 | Daniil Medvedev | 3-6, 4-6 |          | 4-6, 3-6      | 6-2, 6-4      | 1-2    | 2-4 (33.33%) | 26-30 (46.43%) | 3          |
| 5 | Taylor Fritz    | 4-6, 4-6 | 6-4, 6-3 |               | 5-7, 6-4, 6-3 | 2-1    | 4-3 (57.14%) | 37-33 (52.86%) | 2          |
| 7 | Alex de Minaur  | 3-6, 4-6 | 2-6, 4-6 | 7-5, 4-6, 3-6 |               | 0-3    | 1-6 (14.29%) | 27-41 (39.71%) | 4          |

La classifica viene stilata in base ai seguenti criteri: 1) Numero di vittorie; 2) Numero di partite giocate; 3) Scontri diretti (in caso di due giocatori pari merito); 4) Percentuale di set vinti o di game vinti (in caso di tre giocatori pari merito); 5) Ranking ATP

### Gruppo John Newcombe
|   |                  | Zverev      | Alcaraz     | Ruud          | Rublëv        | RR V-P | Set V-P      | Game V-P       | Classifica |
| 2 | Alexander Zverev |             | 7-6(5), 6-4 | 7-6(3), 6-3   | 6-4, 6-4      | 3-0    | 6-0 (100%)   | 38-27 (58.46%) | 1          |
| 3 | Carlos Alcaraz   | 6(5)-7, 4-6 |             | 1-6, 5-7      | 6-3, 7-6(8)   | 1-2    | 2-4 (33.33%) | 29-35 (45.31%) | 3          |
| 6 | Casper Ruud      | 6(3)-7, 3-6 | 6-1, 7-5    |               | 6-4, 5-7, 6-2 | 2-1    | 4-3 (57.14%) | 39-32 (54.93%) | 2          |
| 8 | Andrej Rublëv    | 4-6, 4-6    | 3-6, 6(8)-7 | 4-6, 7-5, 2-6 |               | 0-3    | 1-6 (14.29%) | 30-42 (41.67%) | 4          |

La classifica viene stilata in base ai seguenti criteri: 1) Numero di vittorie; 2) Numero di partite giocate; 3) Scontri diretti (in caso di due giocatori pari merito); 4) Percentuale di set vinti o di game vinti (in caso di tre giocatori pari merito); 5) Ranking ATP